# 유준하
유준하(劉遵河, 2001년 11월 16일 ~ )는 대한민국의 축구 선수로 현재 K리그2 경남 FC에서 윙어로 활동하고 있다.

## 어린 시절
강원 FC 산하 유스팀인 주문진중학교 1학년 때부터 축구와 학업을 병행했고 강릉중앙고등학교에 수석 입학한 후에도 3년간 줄곧 전교 1~2등을 놓치지 않았고 심지어 주말리그 득점왕과 최우수선수에 선정될 정도의 축구 실력까지 겸비하며 대학 축구부 사령탑들의 영입 대상이 되었다.
그럼에도 불구하고 수시가 아닌 수능을 통해 서울대학교 사범대학 체육교육과에 학생부종합전형으로 최종 합격하면서 강릉중앙고는 1979년 이후 무려 40년만에 서울대생을 배출한 학교가 되었다.

## 구단 경력

### 서울 노원 유나이티드
2021년 K4리그의 서울 노원 유나이티드에 입단한 뒤 낮에는 서울대학교 학생 신분으로 왕복 2시간(편도 1시간)이 넘는 서울대와 노원을 오고 가며 학업과 축구를 병행했다.
이동 중에는 과제와 독서로 시간을 보내고 시험 기간 중에는 구단 측에서 편의를 봐주었으며 이듬해인 2022 시즌부터 노원의 공격의 핵심 선수로 27경기 11개의 공격 포인트(9골 2어시스트)를 올리며 팀을 2022년 K4리그 7위까지 끌어올리는데 큰 공을 세웠고 이를 인정받아 리그 영플레이어상의 영예를 안았다.

### 경남 FC
2022 시즌이 종료된 이후인 같은 해 12월 21일 K리그2의 경남 FC와 입단 계약을 체결하면서 프로에 전격 입문했고 강릉시민축구단과의 2023년 FA컵 2라운드에서 프로 데뷔전을 치른 후 김천 상무와의 2023년 K리그2 5라운드에서는 리그 데뷔전까지 치렀다.

## 수상

### 개인
- K4리그 영플레이어상 : 2022